# Ott Tänak
Ott Tänak, né le 15 octobre 1987 dans la commune de Kärla, sur l'île de Saaremaa (Estonie), est un pilote de rallye estonien, champion du monde des rallyes 2019.
Il remporte sa première victoire en 2017 lors du rallye de Sardaigne sur une Ford Fiesta WRC de l'écurie M-Sport. En 2018, il quitte M-Sport pour s'engager avec Toyota, écurie avec laquelle il devient champion du monde en 2019. Ott Tänak quitte Toyota pour rejoindre Hyundai en 2020. Au début de 2023, il rejoint à nouveau M-Sport avant de retourner chez Hyundai en 2024.
Il est copiloté depuis 2017 par Martin Järveoja.

## Carrière en rallye

### Débuts en compétition (2004-2009)

#### Apprentissage en championnat d'Estonie des rallyes
Ott Tänak fait ses débuts en rallye dans son championnat national en 2004, sur une Volkswagen Golf. Entre 2004 et 2006, ses meilleurs résultats sont deux top 10 dans le championnat d'Estonie Rallysprint. Durant cette période, son compatriote Hannu Lõpp est son copilote principal.
Pour la saison 2007, Tänak passe sur une Renault Clio, et change également de copilote, Raigo Mõlder remplace Hannu Lõpp. Il termine par deux fois à la 9e place sur des rallyes du championnat d'Estonie.

#### Double champion d'Estonie des rallyes et première participations en Rallye WRC
En 2008 et 2009, Ott Tänak est champion d'Estonie des rallyes sur une Subaru Impreza, de l'équipe Subaru Autospiritist. Il remporte quatre épreuves, et monte à onze reprises sur le podium. Il participe également à ses premières manches du Championnat du monde des rallyes en 2009. Il prend la 20e place du Rallye du Portugal, et abandonne au Rallye de Finlande.

### Ascension au niveau mondial (2010-2012)

#### 2010-2011: Programme d'apprentissage en WRC
Tänak prend part à sept manches du Championnat du monde des rallyes en 2010, en compagnie de son nouveau copilote Kuldar Sikk, sur une Mitsubishi Lancer Evo X (sauf en Suède où il est au volant d'une Subaru Impreza STi). Il l'emporte à deux reprises dans la catégorie des voitures de production (P-WRC), à l'occasion du Rallye de Finlande et du Rallye de Grande-Bretagne, ce qui lui permet de terminer à la 4e place du P-WRC 2010. Au cours de cette saison, le pilote estonien participe également à quelques manches de son championnat national.

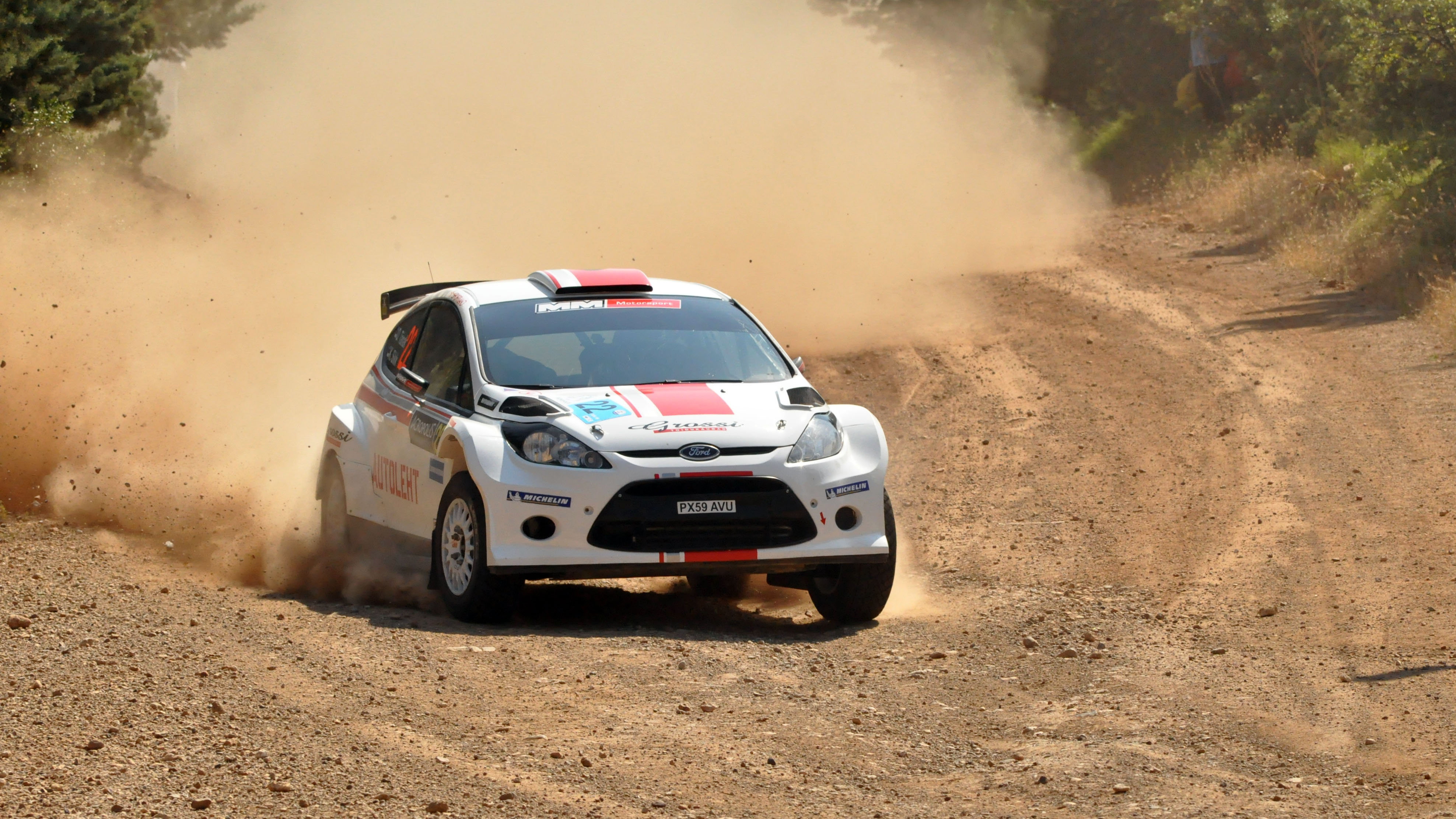
Ott Tänak durant le Rallye de l'Acropole en 2011.

À la suite de ces performances en P-WRC, Tänak accède à la catégorie supérieure en 2011, le Championnat du monde des rallyes des voitures Super 2000 (S-WRC). Il prouve immédiatement ses qualités sur la route avec sa Ford Fiesta S2000, rentrant à trois reprises dans les top 10 au classement scratch sur des épreuves sur terre (Mexique, Sardaigne, Pays de Galles). Il remporte trois manches du S-WRC 2011, le Rallye de Sardaigne, le Rallye d'Allemagne et le Rallye d'Alsace, et se classe deuxième du classement pilote au championnat, derrière Juho Hanninen. Il participe à son premier WRC en fin de saison, au Rallye de Grande-Bretagne, sur une Ford Fiesta RS WRC, équipée de pneus DMack, ce qui représente une première pour le manufacturier de pneus chinois.

#### 2012:1resaison complète en WRC (1erpodium) et premier «scratch»

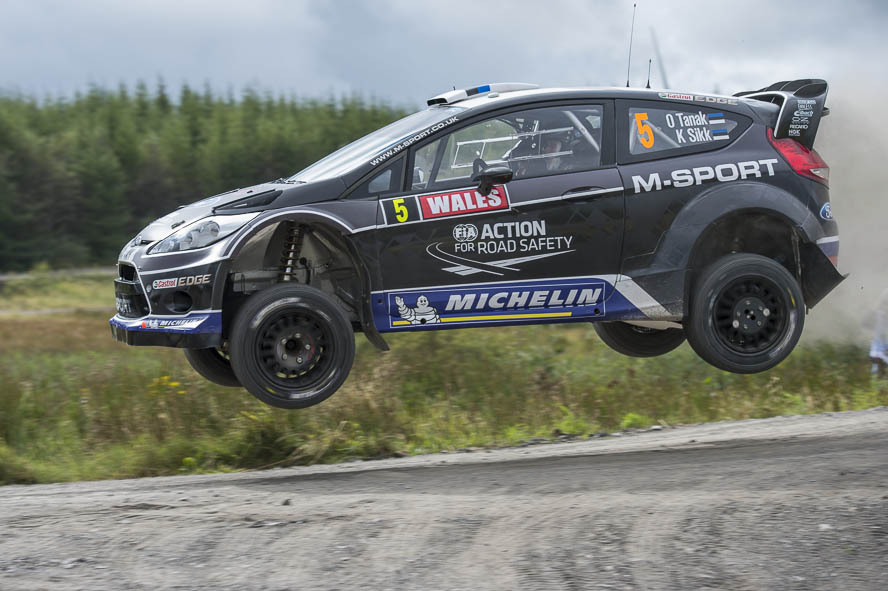
Ott Tänak durant le Rallye de Grande-Bretagne en 2012.

En 2012, il rejoint les rangs de l'écurie privée M-Sport Ford WRT de Malcolm Wilson, et pilote dans la catégorie reine au volant d'une Ford Fiesta RS WRC. Au cours de cette saison, il ne répond pas aux attentes placées en lui, n'écoutant pas toujours les consignes, et continuant à attaquer lorsqu'il lui est demandé d'assurer et d'être à l'arrivée. Ainsi, il abandonne à cinq reprises sur les treize manches que compte le championnat. Il signe tout de même ses huit premiers scratchs au cours de cette saison. Son meilleur résultat est une troisième place acquise en fin de saison au Rallye de Sardaigne, à plus de deux minutes du vainqueur, Mikko Hirvonen. N'ayant pas satisfait son employeur, il n'est pas reconduit pour la saison suivante.

### Une année sans WRC (2013)
Ne participant pas au WRC 2013, il est contraint de faire son retour en championnat d'Estonie des rallyes en 2013, avec une Subaru Impreza groupe N, de son équipe OT Racing. Il participe également à des manches de Rally Cup et de Rallysprint, toujours en Estonie. C'est une saison au cours de laquelle il est régulièrement dominé par son compatriote Georg Gross, et découvre un nouveau copilote, Martin Järveoja.

### Retour au plus haut niveau sur Ford (2014-2017)

#### 2014: Retour difficile en WRC chez DMack

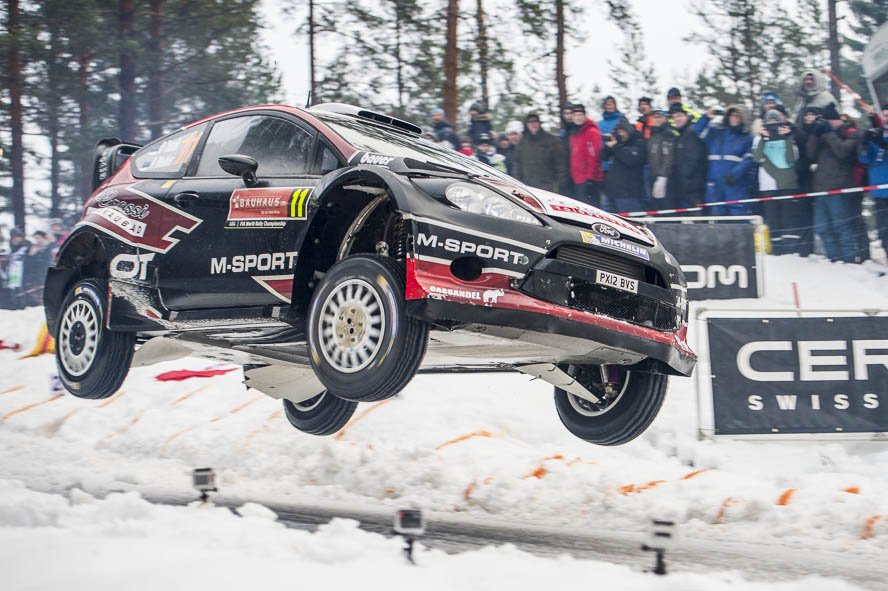
Ott Tänak au rallye de Suède 2014.

Après une saison 2013 du WRC qui s'est déroulée sans lui, et a vu l’avènement d'un nouveau Champion du monde des rallyes, le français Sébastien Ogier, qui succède au nonuple vainqueur Sébastien Loeb, Ott Tänak retrouve le Championnat du monde des rallyes - 2 (WRC-2). Il est de retour avec Raigo Mõlder en copilote, avec une Ford Fiesta R5 pas toujours fiable, de l'écurie DMack.
Il termine trois fois sur le podium en WRC-2, dont une victoire au Rallye de Pologne. Il effectue également les rallyes de Suède, du Portugal et de Grande-Bretagne avec une Fiesta WRC, où il se classe respectivement cinquième, abandonne (il fut second après huit spéciales), et septième. En juillet, Tänak s'impose sur le Rallye d'Estonie, comptant pour le Championnat d'Europe des rallyes (ERC).

#### 2015: Retour chez M-Sport

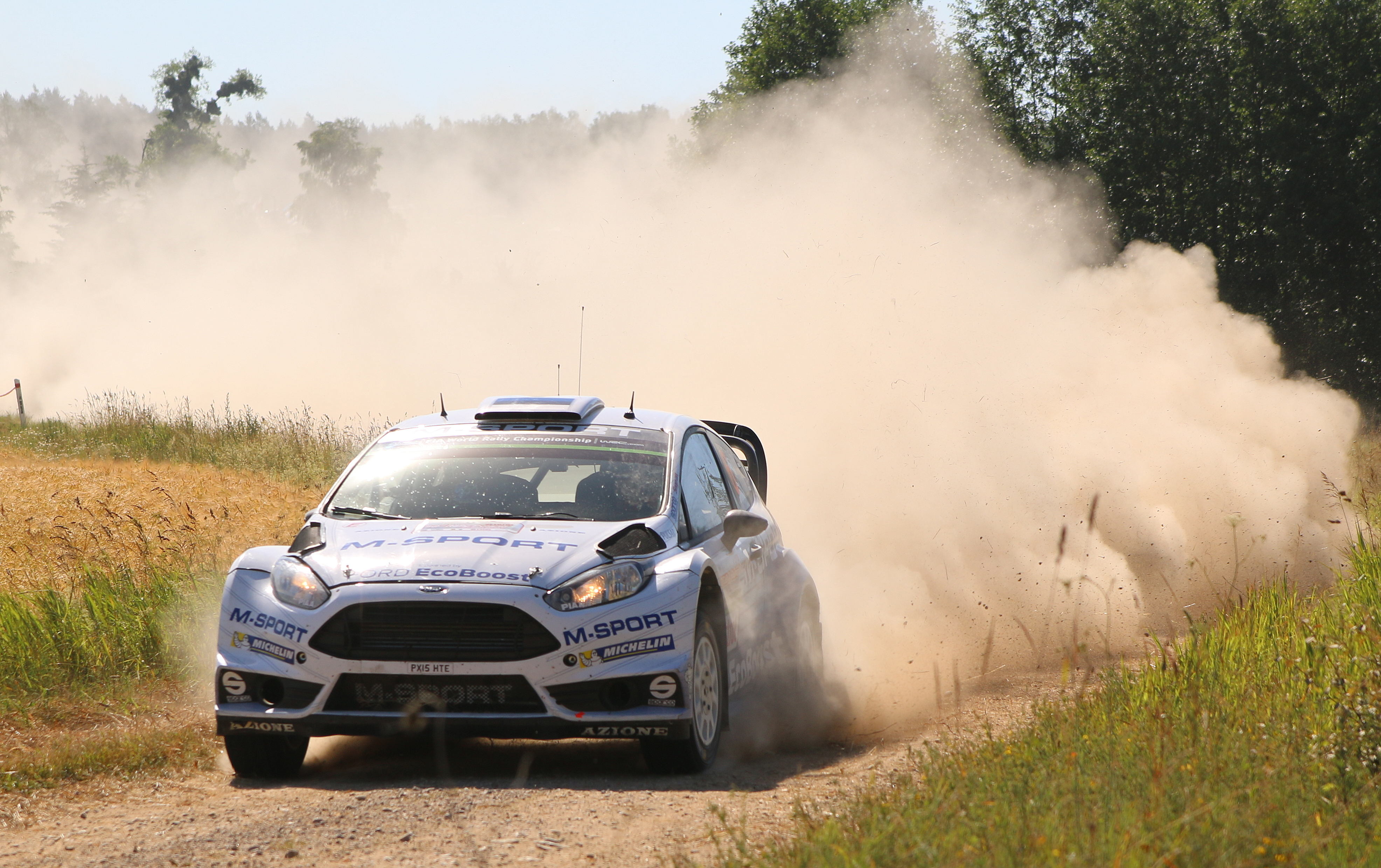
Ott Tänak au rallye de Pologne 2015

Grâce à ses bonnes performances lorsque la Fiesta WRC lui a été confiée en 2014, Ott Tänak récupère la place laissée libre par Mikko Hirvonen dans l'équipe M-Sport pour la saison 2015 du WRC, le pilote finlandais ayant pris sa retraite sportive en WRC. Jugé plus mature par Malcolm Wilson, ce dernier lui offre une seconde chance et le réintègre dans son équipe officielle, aux côtés du Gallois Elfyn Evans.
À l'occasion de la troisième manche du championnat du monde, Tänak manque de se noyer dans un lac avec son copilote, à la suite d'une sortie de route dans l'ES3 du rallye du Mexique,. Malgré cela, l'équipe M-Sport parvient à remettre sur pied la Ford Fiesta RS WRC, qui avait passé près de dix heures dans l'eau, l’intervention a duré trois heures au parc d’assistance de León. Le pilote estonien repartira en rallye 2 et ira au terme du rallye.
Tänak réalise une saison en dents de scie, il commet plusieurs erreurs. Au championnat pilote, il termine derrière l'autre pilote Ford, Elfyn Evans. Il termine néanmoins à quatre reprises dans le top cinq, dont un podium avec une troisième place au rallye de Pologne. Insuffisant face aux attentes placées en lui, ses deux accidents dans les deux derniers rallyes de la saison ne parleront pas en sa faveur dans l'optique d'une prolongation qu'il n'obtient pas dans l'équipe M-Sport, que Malcolm Wilson justifie par un manque de concentration et des erreurs stupides de l'Estonien.

#### 2016: Retour chez DMack

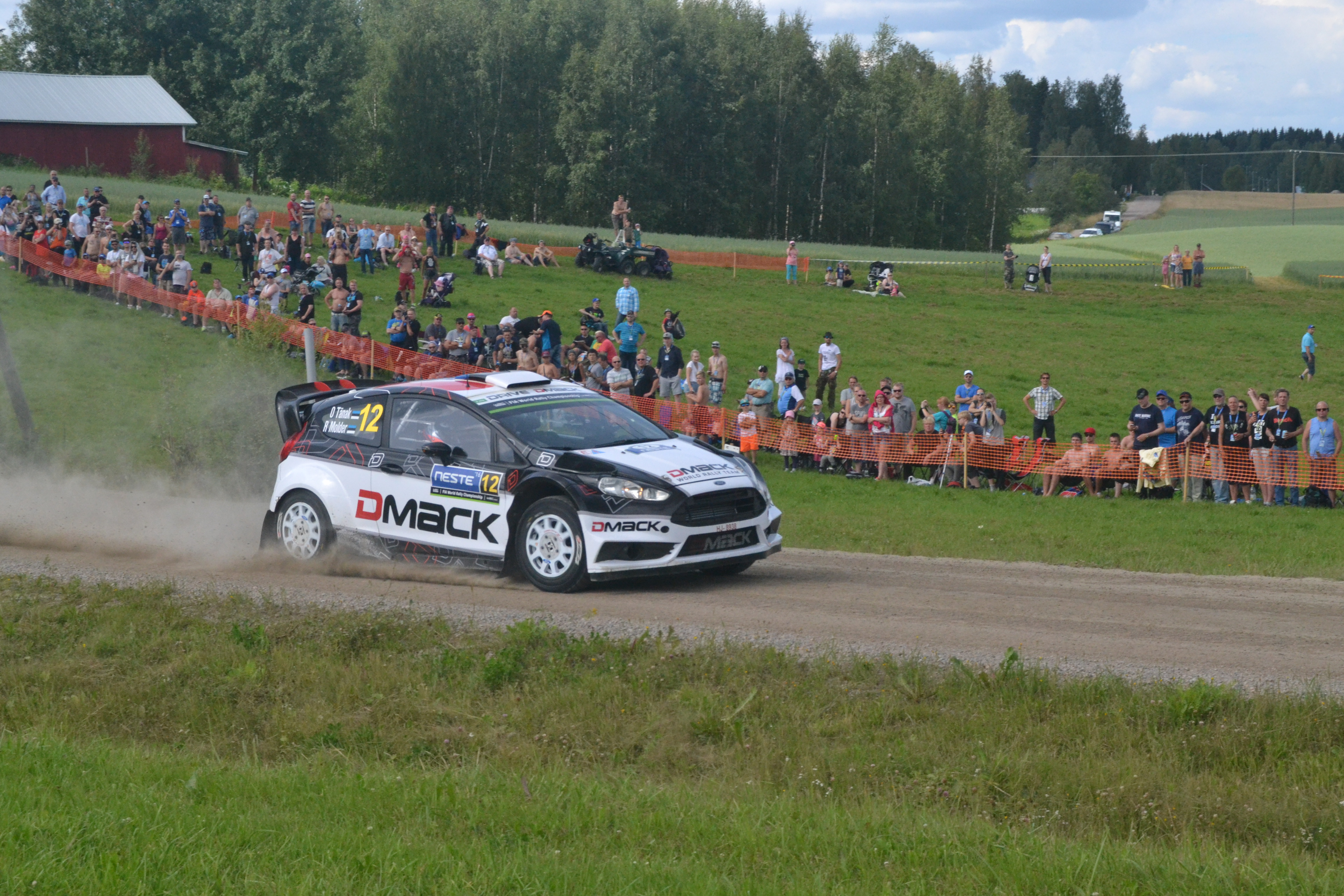
Ott Tänak au rallye de Finlande 2016

Pour la saison 2016, Ott Tänak, qui n'était pas certain de pouvoir garder un volant, trouve sa place au sein de l'écurie DMACK World Rally Team (en). Cette dernière aligne pour la première fois une voiture à temps complet sur l'ensemble de la saison en WRC. Il est au volant d'une Ford Fiesta RS WRC, seule voiture du championnat du monde équipée de pneus autres que Michelin et Pirelli, le manufacturier anglo-chinois DMack se servant de sa présence en WRC pour développer ses pneus et se faire un nom. Avec ses pneus DMack, le pilote estonien ne peut lutter face à la concurrence sur les rallyes asphalte, en revanche, il réalise de grosses performances sur terre.
Son premier coup d'éclat a lieu en Pologne, il est le plus rapide et signe neuf temps scratch. À deux spéciales du terme du rallye, il possède 18,6 secondes d'avance sur Andreas Mikkelsen. Il est malheureusement victime d'une crevaison dans l'avant dernière spéciale, qui lui coûte une quarantaine de secondes, et doit céder ce qui se présentait comme sa première victoire en WRC au pilote norvégien. À la fin de ce rallye de Pologne, dont il a pris la seconde place, il est réconforté et porté en triomphe par le champion du monde en titre Sébastien Ogier. C'est face à ce dernier qu'il va livrer son autre grosse performance de la saison, à l'occasion du rallye du Pays de Galles. Dans un premier temps distancé par Ogier, il pointe jusqu'à 38,2 secondes de retard au cours de la deuxième étape. Il termine cependant en pleine réussite en remportant neuf des onze dernières spéciales. Malgré cela Sébastien Ogier parvient à conserver une dizaine de secondes d'avance à l'issue de la Power Stage, dans laquelle Tänak lui a encore repris du temps.
Au cours de la saison, le pilote estonien a prouvé sa vitesse, et trouvé une certaine régularité qui lui faisait défaut jusque-là, il remporte un total de 30 spéciales, et prend la huitième place au championnat pilote avec 88 points. Lors du gala de fin de saison à Sydney, il est récompensé « pilote WRC de l'année ».

#### 2017: Premières victoires en WRC, pilote officiel M-Sport et changement de copilote

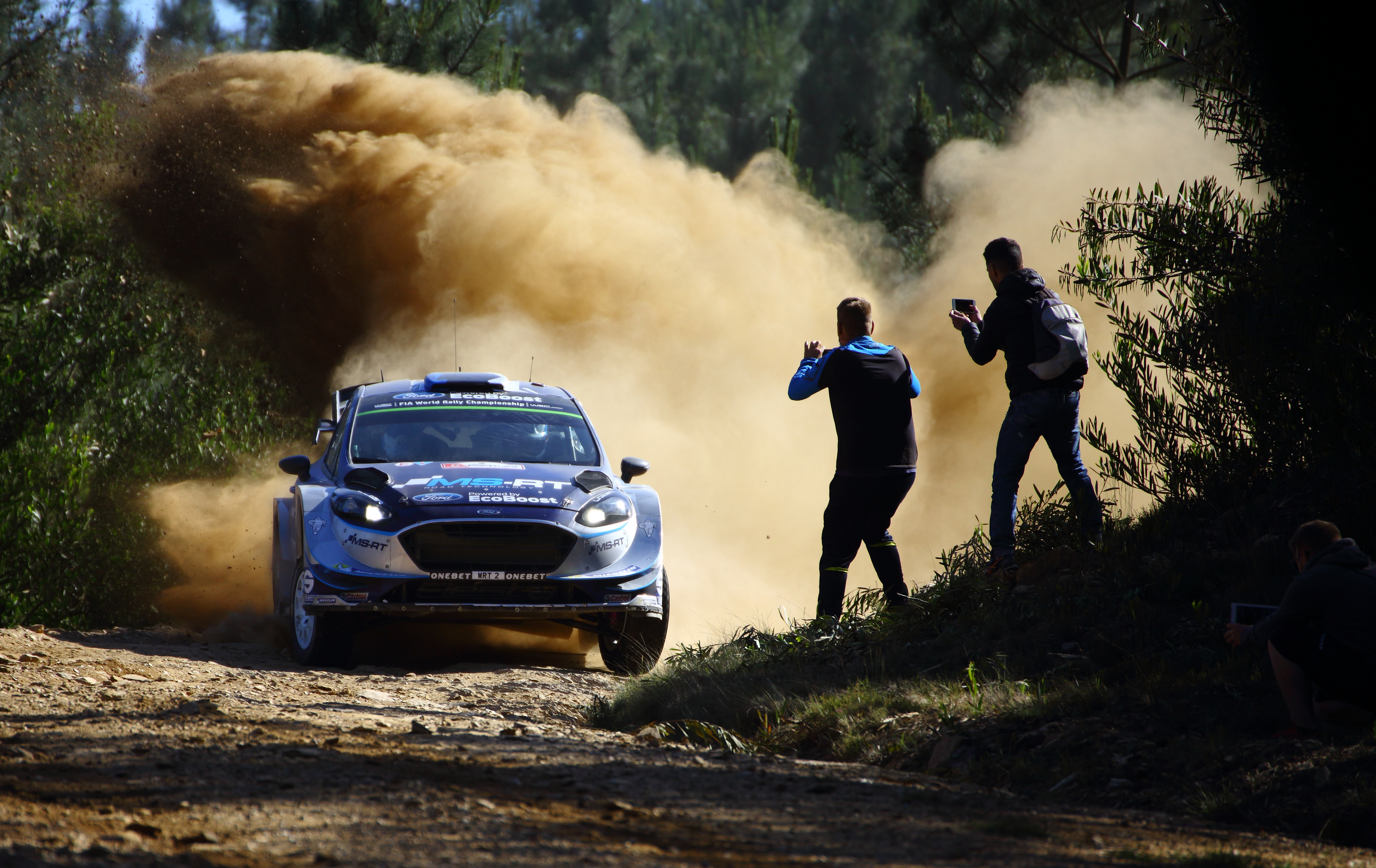
Ott Tänak au rallye de Portugal 2017.

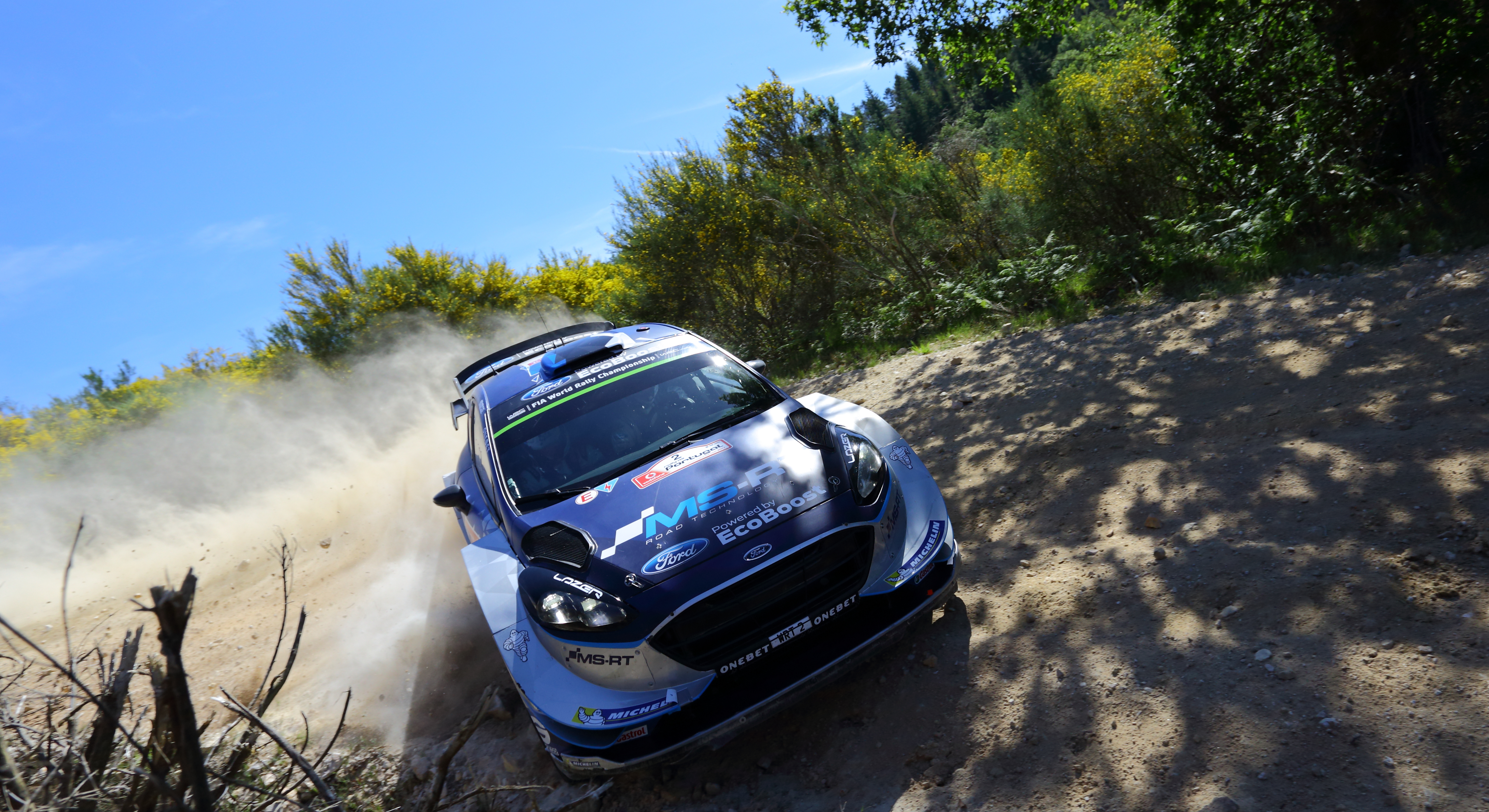
Ott Tänak, toujours au Portugal.

En 2017, Ott Tänak est promu dans l'équipe M-Sport, il est rejoint par le quadruple champion du monde en titre, Sébastien Ogier, à la suite du retrait de Volkswagen du WRC. Revenu pour de bon en grâce aux yeux du patron britannique de l'équipe M-Sport, Malcolm Wilson, Tänak a été grandement impliqué dans le développement de la Fiesta WRC 2017, répondant au nouveau règlement. Le pilote estonien est aiguillé par un nouveau copilote, son compatriote Martin Järveoja, avec lequel il a déjà disputé quelques rallyes lors de la saison 2013. Avant de débuter cette nouvelle saison, Tänak se dit impatient de travailler avec Sébastien Ogier, et souhaite apprendre de ce dernier et de son copilote Julien Ingrassia.
Dès la première manche du WRC 2017, au rallye Monte-Carlo, Tänak se met en valeur, il est un solide second derrière Ogier après treize spéciales. Il est néanmoins victime de problèmes moteur et doit terminer le rallye avec une Fiesta tournant sur trois cylindres. Au terme d'une descente enneigée du Turini, dans l'ultime spéciale, il parvient à conserver sa troisième place. Il confirme son statut sur les manches suivantes, à nouveau sur le podium en Suède où il est dauphin de Jari-Matti Latvala, et quatrième au Mexique. La consécration arrive enfin lors du rallye de Sardaigne qu'il remporte avec 12,3 s d'avance sur Jari-Matti Latvala. En Pologne, il se bat avec Thierry Neuville pour la victoire jusqu'à la toute dernière journée où il est victime d'un accident qui le force à l'abandon. Il gagne son deuxième rallye, et son premier sur asphalte, en Allemagne, en août. Il termine la saison à la troisième place du championnat, derrière son coéquipier Sébastien Ogier et Thierry Neuville.

### La consécration avec Toyota (2018-2019)

#### 2018: Transfert chez Toyota, à la lutte pour le titre

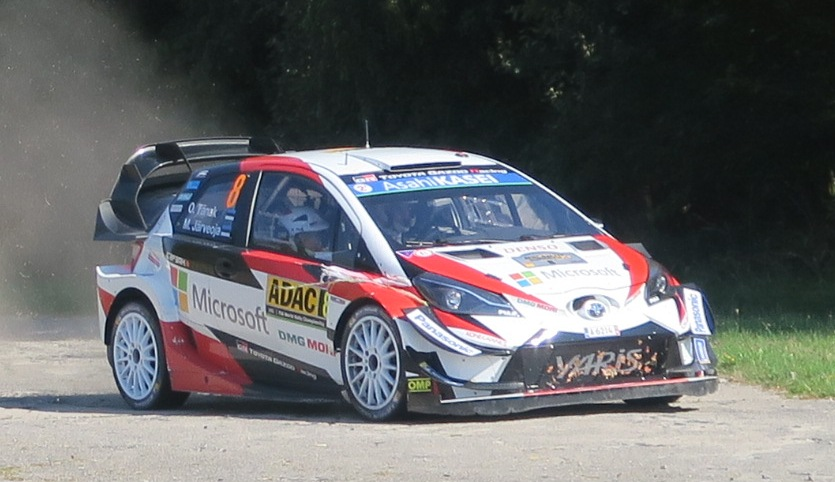
Ott Tänak et Martin Järveoja au Rallye d'Allemagne 2018

En 2018, Ott Tänak rejoint Toyota Motorsport où il est aligné sur toutes les épreuves du calendrier. Dès le début de saison, il rassure et monte sur la 2e place du podium au Rallye Monte-Carlo, derrière un Sébastien Ogier indétrônable. Il termine à nouveau deuxième lors du Tour de Corse, toujours derrière Sébastien Ogier. Il remporte ensuite le Rallye d'Argentine, sa première victoire avec Toyota. Ce ne sera pas la seule d'une saison réussie puisqu'il s'adjuge trois épreuves consécutives, avec le Rallye de Finlande où il engrange le maximum de points possibles, le Rallye d'Allemagne, après une lutte intense avec Sébastien Ogier, puis le Rallye de Turquie. Profitant des mésaventures de ses adversaires, il pointe alors à la deuxième place au championnat, 13 points derrière Thierry Neuville et 10 points devant son ex coéquipier Sébastien Ogier. Cependant, il ne termine le Rallye de Grande-Bretagne qu'à la 19e place tandis que Sébastien Ogier s'y impose. De nouveau 3e au championnat, il est encore devancé par le Français en Catalogne. Le titre se joue néanmoins lors de la dernière manche en Australie mais Tänak est contraint à l'abandon à la suite d'une sortie de piste survenue en attaquant sous des conditions boueuses. Le pilote estonien se classe ainsi 3e du championnat 2018 remporté par Sébastien Ogier. 

#### 2019: Champion du monde
En 2019, Ott Tänak poursuit avec Toyota. Il monte sur le podium dès le Rallye Monte-Carlo malgré un changement de roue, puis remporte le Rallye de Suède après avoir mené les deux dernières journées de l'épreuve. Il s'empare par la même occasion du commandement du championnat pour la première fois de sa carrière, 7 points devant Thierry Neuville. Le 27 octobre 2019, il devient champion du monde à l'issue du rallye de Catalogne.

### Hyundai (2020-2022)

#### 2020: Arrivée chez Hyundai, accident spectaculaire au Monte-Carlo
En octobre 2019, Tänak a signé un contrat de deux ans avec Hyundai. Pour la saison 2020, il rejoint donc l'équipe Hyundai World Rally Team, l'équipe officielle du constructeur. Il aurait pu être sélectionné pour porter le numéro 1, qui est réservé au champion de la saison précédente, mais il décide de garder le numéro 8 pendant la saison.
Sa saison commence par un abandon au rallye Monte-Carlo, après avoir effectué une sortie de route spectaculaire à 180 km/h dans la quatrième spéciale.

#### 2021
Cette saison est sa plus mauvaise depuis l'année 2016. La fiabilité incertaine de la Hyundai et le manque de réussite ne lui permettent que de remporter le Rallye Arctique (le premier en WRC, ajouté pour remplacer le Rallye de Suède où la neige manquait en cette année 2021).
Il finit 5e de cette saison 2021, où deux rallyes terminés à la deuxième place (Rallye de l'Acropole et Rallye de Finlande) lui permettent un classement honorable.

#### 2022

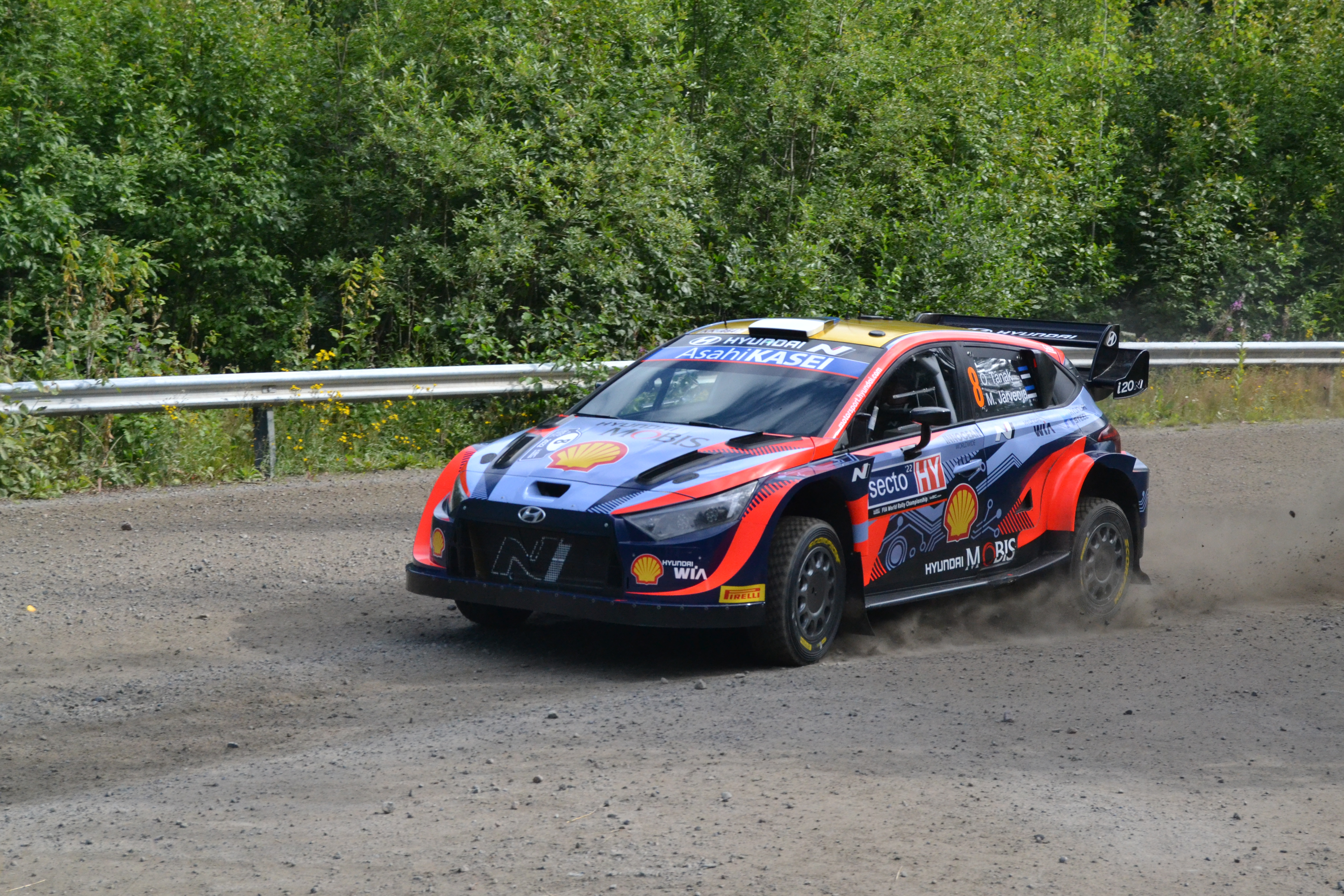
Ott Tänak et Martin Järveoja au Rallye de Finlande 2022.

En 2022 s'applique la nouvelle réglementation, avec des voitures hybrides en catégorie reine Rally1. 
Le début de saison est marqué par un manque de fiabilité de la voiture, le pilote estonien peinant à marquer des points, jusqu'au Rallye de Sardaigne, où il obtient enfin sa première première victoire depuis un an et demi.
Surclassé au début par les Toyota, l'Estonien revient en deuxième partie de saison en signant deux victoires consécutives (Finlande et Belgique). Il termine 2e du Championnat du Monde 2022.

### Retour chez M-Sport (2023)
En décembre 2022, M-Sport Ford World Rally Team annonce le recrutement de Tänak pour 2023.
Après un Rallye Monte-Carlo timide mais prometteur (5e) et une voiture fiable, il enchaîne avec une victoire au 70e Rallye de Suède 2023.
Lors des rallyes suivants, un manque de fiabilité le fait redescendre au classement du championnat.

### Retour chez Hyundai (2024)
Pour la saison 2024, il décide de retourner chez Hyundai.

## Palmarès

### Titres
| Saison | Titre                             | Voiture          |
| ------ | --------------------------------- | ---------------- |
| 2019   | Champion du monde des rallyes WRC | Toyota Yaris WRC |

### Victoires en championnat du monde des rallyes

#### Victoires en Championnat du monde des rallyes des voitures de production (P-WRC)
| #                      | Saison                 | Rallye                       | Pays                   | Voiture                 |
| Copilote : Kuldar Sikk | Copilote : Kuldar Sikk | Copilote : Kuldar Sikk       | Copilote : Kuldar Sikk | Copilote : Kuldar Sikk  |
| ---------------------- | ---------------------- | ---------------------------- | ---------------------- | ----------------------- |
| 1                      | 2010                   | 60e Rallye de Finlande       | Finlande               | Mitsubishi Lancer Evo X |
| 2                      | 2010                   | 66e Rallye du Pays de Galles | Royaume-Uni            | Mitsubishi Lancer Evo X |

#### Victoires en Championnat du monde des rallyes des voitures Super 2000 (S-WRC), puisWRC-2
| #                       | Saison                 | Rallye                  | Pays                   | Voiture                |
| Copilote : Kuldar Sikk  | Copilote : Kuldar Sikk | Copilote : Kuldar Sikk  | Copilote : Kuldar Sikk | Copilote : Kuldar Sikk |
| ----------------------- | ---------------------- | ----------------------- | ---------------------- | ---------------------- |
| 1                       | 2011                   | 60e Rallye de Sardaigne | Italie                 | Ford Fiesta S2000      |
| 2                       | 2011                   | 29e Rallye d'Allemagne  | Allemagne              | Ford Fiesta S2000      |
| 3                       | 2011                   | 02e Rallye d'Alsace     | France                 | Ford Fiesta S2000      |
| Copilote : Raigo Mõlder |                        |                         |                        |                        |
| 4                       | 2014                   | 71e Rallye de Pologne   | Pologne                | Ford Fiesta R5         |

#### Victoires en Championnat du monde des rallyesWRC

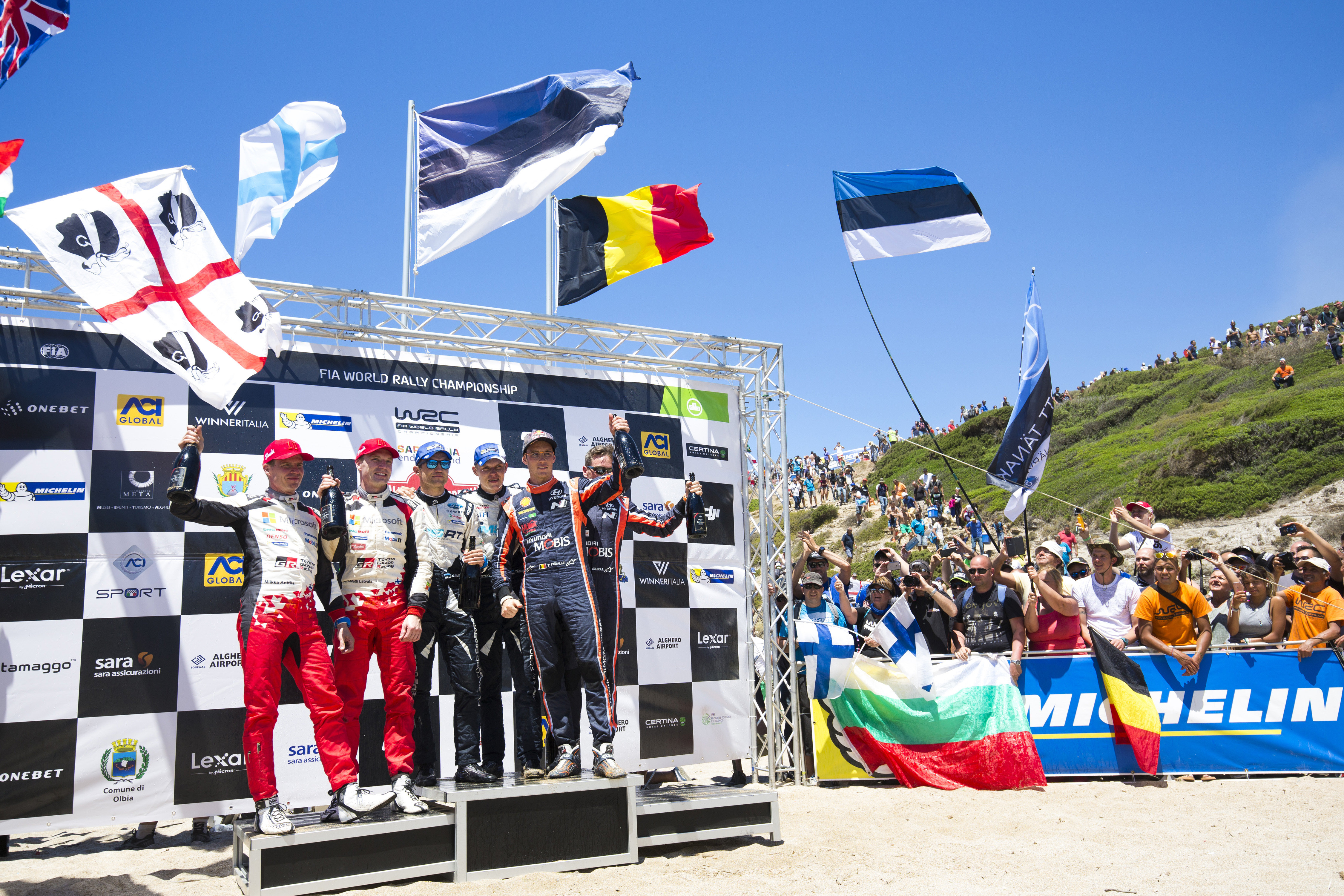
Rallye du Sardaigne 2019

| #                          | Saison                     | Rallye                        | Pays                       | Voiture                    |
| Copilote : Martin Järveoja | Copilote : Martin Järveoja | Copilote : Martin Järveoja    | Copilote : Martin Järveoja | Copilote : Martin Järveoja |
| -------------------------- | -------------------------- | ----------------------------- | -------------------------- | -------------------------- |
| 1                          | 2017                       | 14e Rallye de Sardaigne       | Italie                     | Ford Fiesta WRC (en)       |
| 2                          | 2017                       | 35e Rallye d'Allemagne        | Allemagne                  | Ford Fiesta WRC (en)       |
| 3                          | 2018                       | 38e Rallye d'Argentine        | Argentine                  | Toyota Yaris WRC (en)      |
| 4                          | 2018                       | 68e Rallye de Finlande        | Finlande                   | Toyota Yaris WRC (en)      |
| 5                          | 2018                       | 36e Rallye d'Allemagne        | Allemagne                  | Toyota Yaris WRC (en)      |
| 6                          | 2018                       | 11e Rallye de Turquie         | Turquie                    | Toyota Yaris WRC (en)      |
| 7                          | 2019                       | 67e Rallye de Suède           | Suède                      | Toyota Yaris WRC (en)      |
| 8                          | 2019                       | 01er Rallye du Chili          | Chili                      | Toyota Yaris WRC (en)      |
| 9                          | 2019                       | 53e Rallye du Portugal        | Portugal                   | Toyota Yaris WRC (en)      |
| 10                         | 2019                       | 69e Rallye de Finlande        | Finlande                   | Toyota Yaris WRC (en)      |
| 11                         | 2019                       | 37e Rallye d'Allemagne        | Allemagne                  | Toyota Yaris WRC (en)      |
| 12                         | 2019                       | 75e Rallye de Grande-Bretagne | Royaume-Uni                | Toyota Yaris WRC (en)      |
| 13                         | 2020                       | 10e Rallye d'Estonie          | Estonie                    | Hyundai i20 Coupe WRC      |
| 14                         | 2021                       | 56e Rallye Arctique           | Finlande                   | Hyundai i20 Coupe WRC      |
| 15                         | 2022                       | 19e Rallye de Sardaigne       | Italie                     | Hyundai i20 N Rally1       |
| 16                         | 2022                       | 71e Rallye de Finlande        | Finlande                   | Hyundai i20 N Rally1       |
| 17                         | 2022                       | 2e Rallye de Belgique         | Belgique                   | Hyundai i20 N Rally1       |
| 18                         | 2023                       | 70e Rallye de Suède           | Suède                      | Ford Puma Rally1           |
| 19                         | 2023                       | 02e Rallye du Chili           | Chili                      | Ford Puma Rally1           |
| 20                         | 2024                       | 21e Rallye de Sardaigne       | Italie                     | Hyundai i20 N Rally1       |
| 21                         | 2024                       | 2e Rallye d'Europe Centrale   | Union européenne           | Hyundai i20 N Rally1       |

#### Nombre de victoires WRC par rallye
| 3 victoires                          | 2 victoires                | 1 victoire                     |
| ------------------------------------ | -------------------------- | ------------------------------ |
| Rallye de Finlande 2018, 2019, 2022  | Rallye de Suède 2019,2023  | Rallye de Belgique 2022        |
| Rallye d'Allemagne 2017, 2018, 2019  | Rallye du Chili 2019, 2023 | Rallye Arctique 2021           |
| Rallye de Sardaigne 2017, 2022, 2024 |                            | Rallye d'Estonie 2020          |
|                                      |                            | Rallye de Grande-Bretagne 2019 |
|                                      |                            | Rallye du Portugal 2019        |
|                                      |                            | Rallye de Turquie 2018         |
|                                      |                            | Rallye d'Argentine 2018        |
|                                      |                            | Rallye d'Europe Centrale 2024  |

### Victoire en Championnat d'Europe des rallyes (ERC)
| #                       | Saison                  | Rallye                  | Pays                    | Voiture                 |
| Copilote : Raigo Mõlder | Copilote : Raigo Mõlder | Copilote : Raigo Mõlder | Copilote : Raigo Mõlder | Copilote : Raigo Mõlder |
| ----------------------- | ----------------------- | ----------------------- | ----------------------- | ----------------------- |
| 1                       | 2014                    | 05e Rallye d'Estonie    | Estonie                 | Ford Fiesta R5          |

### Autres victoires
| #                          | Saison                  | Rallye                              | Pays                    | Voiture                 |
| Copilote : Raigo Mõlder    | Copilote : Raigo Mõlder | Copilote : Raigo Mõlder             | Copilote : Raigo Mõlder | Copilote : Raigo Mõlder |
| -------------------------- | ----------------------- | ----------------------------------- | ----------------------- | ----------------------- |
| 1                          | 2008                    | 18e Paide Ralli                     | Estonie                 | Subaru Impreza STi      |
| 2                          | 2008                    | 41e Saaremaa Rally                  | Estonie                 | Subaru Impreza STi      |
| 3                          | 2009                    | 0e Antsla ralli                     | Estonie                 | Subaru Impreza STi      |
| 4                          | 2009                    | 12e Lõuna-Eesti Ralli               | Estonie                 | Subaru Impreza STi      |
| Copilote : Kuldar Sikk     |                         |                                     |                         |                         |
| 5                          | 2011                    | 44e Saaremaa Rally                  | Estonie                 | Ford Focus RS WRC 03    |
| Copilote : Martin Järveoja |                         |                                     |                         |                         |
| 6                          | 2013                    | 0e Rally Talsi - Rally of Champions | Lettonie                | Subaru Impreza STi N12  |
| Copilote : Georg Gross     |                         |                                     |                         |                         |
| 7                          | 2017                    | 50e Silveston Saaremaa Rally        | Estonie                 | Ford Fiesta RS WRC      |
| Copilote : Martin Järveoja |                         |                                     |                         |                         |
| 8                          | 2018                    | 08e Shell Helix Rally Estonia       | Estonie                 | Toyota Yaris WRC        |
| 9                          | 2019                    | 09e Shell Helix Rally Estonia       | Estonie                 | Toyota Yaris WRC        |
| 10                         | 2021                    | 0e Otepää Talveralli                | Estonie                 | Hyundai i20 Coupe WRC   |

## Résultats WRC

### Résultats complets en championnat du monde des rallyes
| Saison | Équipe        | Départs | Victoires | Podiums | Scratchs | Abandons | Points | Classement final |
| ------ | ------------- | ------- | --------- | ------- | -------- | -------- | ------ | ---------------- |
| 2009   | Privé         | 2       | 0         | 0       | 0        | 1        | 0      | NC               |
| 2010   | Privé         | 7       | 0         | 0       | 0        | 3        | 0      | NC               |
| 2011   | M-Sport       | 8       | 0         | 0       | 0        | 1        | 15     | 15e              |
| 2012   | M-Sport       | 13      | 0         | 1       | 8        | 5        | 52     | 8e               |
| 2014   | M-Sport/DMACK | 10      | 0         | 0       | 1        | 2        | 17     | 15e              |
| 2015   | M-Sport       | 13      | 0         | 1       | 11       | 1        | 63     | 10e              |
| 2016   | DMACK         | 13      | 0         | 2       | 30       | 2        | 88     | 8e               |
| 2017   | M-Sport       | 13      | 2         | 7       | 30       | 1        | 191    | 3e               |
| 2018   | Toyota        | 13      | 4         | 6       | 70       | 2        | 181    | 3e               |
| 2019   | Toyota        | 13      | 6         | 9       | 73       | 0        | 263    | Champion         |
| 2020   | Hyundai       | 7       | 1         | 4       | 12       | 1        | 105    | 3e               |
| 2021   | Hyundai       | 11      | 1         | 4       | 49       | 2        | 128    | 5e               |
| 2022   | Hyundai       | 13      | 3         | 8       | 41       | 2        | 205    | 2e               |
| 2023   | M-Sport       | 13      | 2         | 4       | 30       | 1        | 174    | 4e               |
| 2024   | Hyundai       | 13      | 2         | 6       | 26       | 2        | 200    | 3e               |
|        |               |         |           |         |          |          |        |                  |
| Total  | Total         | 162     | 21        | 52      | 381      | 26       | 1682   | —                |

### Résultats détaillés en championnat du monde des rallyes
| 2009       | IRL | NOR | CYP | POR | ARG | ITA | GRE | POL | FIN | AUS | ESP | GBR |     |     | 0   | -          |  |  |  |
| 2009       | -   | -   | -   | 20e | -   | -   | -   | -   | Ab. | -   | -   | -   |     |     | 0   | -          |  |  |  |
|            |     |     |     |     |     |     |     |     |     |     |     |     |     |     |     |            |  |  |  |
| 2010       | SWE | MEX | JOR | TUR | NZL | POR | BUL | FIN | GER | JPN | FRA | ESP | GBR |     | 0   | -          |  |  |  |
| 2010       | Ab. | -   | -   | Ab. | -   | Ab. | -   | 18e | 31e | -   | 19e | -   | 17e |     | 0   | -          |  |  |  |
| P-WRC 2010 | -   | -   | -   |     | -   |     |     | 1er | 5e  | -   | 2e  |     | 1er |     | 78  | 4e (P-WRC) |  |  |  |
|            |     |     |     |     |     |     |     |     |     |     |     |     |     |     |     |            |  |  |  |
| 2011       | SWE | MEX | POR | JOR | ITA | ARG | GRE | FIN | GER | AUS | FRA | ESP | GBR |     | 15  | 15e        |  |  |  |
| 2011       | -   | 10e | -   | -   | 7e  | -   | Ab. | 13e | 12e | -   | 11e | 27e | 6e  |     | 15  | 15e        |  |  |  |
| S-WRC 2011 |     | 3e  |     | -   | 1er |     | Ab. | 3e  | 1er |     | 1er | 6e  |     |     | 113 | 2e (S-WRC) |  |  |  |
|            |     |     |     |     |     |     |     |     |     |     |     |     |     |     |     |            |  |  |  |
| 2012       | MON | SWE | MEX | POR | ARG | GRE | NZL | FIN | GER | GBR | FRA | ITA | ESP |     | 52  | 8e         |  |  |  |
| 2012       | 8e  | Ab. | 5e  | 14e | 10e | 9e  | Ab. | 6e  | Ab. | Ab. | 6e  | 3e  | Ab. |     | 52  | 8e         |  |  |  |
|            |     |     |     |     |     |     |     |     |     |     |     |     |     |     |     |            |  |  |  |
| 2014       | MON | SWE | MEX | POR | ARG | ITA | POL | FIN | GER | AUS | FRA | ESP | GBR |     | 17  | 15e        |  |  |  |
| 2014       | -   | 5e  | 15e | Ab. | 17e | 21e | 11e | 12e | 10e | Ab. | -   | -   | 7e  |     | 17  | 15e        |  |  |  |
| WRC-2 2014 | -   | -   | 4e  | -   | 8e  | 8e  | 1er | 3e  | 2e  | Ab. | -   | -   | -   |     | 78  | 6e (WRC-2) |  |  |  |
|            |     |     |     |     |     |     |     |     |     |     |     |     |     |     |     |            |  |  |  |
| 2015       | MON | SWE | MEX | ARG | POR | ITA | POL | FIN | GER | AUS | FRA | ESP | GBR |     | 63  | 10e        |  |  |  |
| 2015       | 18e | 4e  | 22e | 11e | 5e  | 14e | 3e  | 5e  | 8e  | 6e  | 10e | 41e | Ab. |     | 63  | 10e        |  |  |  |
|            |     |     |     |     |     |     |     |     |     |     |     |     |     |     |     |            |  |  |  |
| 2016       | MON | SWE | MEX | ARG | POR | ITA | POL | FIN | GER | CHN | FRA | ESP | GBR | AUS | 88  | 8e         |  |  |  |
| 2016       | 7e  | 5e  | 6e  | 15e | Ab. | 5e  | 2e  | Ab. | 23e | An. | 10e | 6e  | 2e  | 7e  | 88  | 8e         |  |  |  |
|            |     |     |     |     |     |     |     |     |     |     |     |     |     |     |     |            |  |  |  |
| 2017       | MON | SWE | MEX | FRA | ARG | POR | ITA | POL | FIN | GER | ESP | GBR | AUS |     | 191 | 3e         |  |  |  |
| 2017       | 3e  | 2e  | 4e  | 11e | 3e  | 4e  | 1er | Ab. | 7e  | 1er | 3e  | 6e  | 2e  |     | 191 | 3e         |  |  |  |
|            |     |     |     |     |     |     |     |     |     |     |     |     |     |     |     |            |  |  |  |
| 2018       | MON | SWE | MEX | FRA | ARG | POR | ITA | FIN | GER | TUR | GBR | ESP | AUS |     | 181 | 3e         |  |  |  |
| 2018       | 2e  | 9e  | 14e | 2e  | 1er | Ab. | 9e  | 1er | 1er | 1er | 19e | 6e  | Ab. |     | 181 | 3e         |  |  |  |
|            |     |     |     |     |     |     |     |     |     |     |     |     |     |     |     |            |  |  |  |
| 2019       | MON | SWE | MEX | FRA | ARG | CHI | POR | ITA | FIN | GER | TUR | GBR | ESP | AUS | 263 | Champion   |  |  |  |
| 2019       | 3e  | 1er | 2e  | 6e  | 8e  | 1er | 1er | 5e  | 1er | 1er | 16e | 1er | 2e  | An. | 263 | Champion   |  |  |  |
|            |     |     |     |     |     |     |     |     |     |     |     |     |     |     |     |            |  |  |  |
| 2020       | MON | SWE | MEX | EST | TUR | ITA | BEL | ITA |     |     |     |     |     |     | 105 | 3e         |  |  |  |
| 2020       | Ab. | 2e  | 2e  | 1er | 17e | 6e  | An. | 2e  |     |     |     |     |     |     | 105 | 3e         |  |  |  |
|            |     |     |     |     |     |     |     |     |     |     |     |     |     |     |     |            |  |  |  |
| 2021       | MON | FIN | CRO | POR | ITA | KEN | EST | BEL | GRE | FIN | ESP | ITA |     |     | 128 | 5e         |  |  |  |
| 2021       | Ab. | 1er | 4e  | 21e | 24e | 3e  | 31e | 6e  | 2e  | 2e  | Ab. | -   |     |     | 128 | 5e         |  |  |  |
|            |     |     |     |     |     |     |     |     |     |     |     |     |     |     |     |            |  |  |  |
| 2022       | MON | SWE | CRO | POR | ITA | KEN | EST | FIN | BEL | GRE | NZL | ESP | JPN |     | 205 | 2e         |  |  |  |
| 2022       | Ab. | 20e | 2e  | 6e  | 1er | Ab. | 3e  | 1er | 1er | 2e  | 3e  | 4e  | 2e  |     | 205 | 2e         |  |  |  |
|            |     |     |     |     |     |     |     |     |     |     |     |     |     |     |     |            |  |  |  |
| 2023       | MON | SWE | MEX | CRO | POR | ITA | KEN | EST | FIN | GRE | CHI | UE  | JPN |     | 174 | 4e         |  |  |  |
| 2023       | 5e  | 1er | 9e  | 2e  | 4e  | 35e | 6e  | 8e  | Ab. | 4e  | 1er | 3e  | 6e  |     | 174 | 4e         |  |  |  |
|            |     |     |     |     |     |     |     |     |     |     |     |     |     |     |     |            |  |  |  |
| 2024       | MON | SWE | KEN | CRO | POR | ITA | POL | LET | FIN | GRE | CHI | UE  | JPN |     | 200 | 3e         |  |  |  |
| 2024       | 4e  | 41e | 8e  | 4e  | 2e  | 1er | 40e | 3e  | Ab. | 3e  | 3e  | 1er | Ab. |     | 200 | 3e         |  |  |  |
|            |     |     |     |     |     |     |     |     |     |     |     |     |     |     |     |            |  |  |  |
| 2025*      | MON | SWE | KEN | CAN | POR | ITA | GRE | EST | FIN | PAR | CHI | UE  | JAP | ARA |     |            |  |  |  |
| 2025*      |     |     |     |     |     |     |     |     |     |     |     |     |     |     |     |            |  |  |  |

*Saison en cours